# Семків Ілона Володимирівна
Ілона Володимирівна Семків (21 вересня 1994) — українська борчиня вільного стилю, призерка чемпіонату Європи.

## Дискваліфікація
З 4 липня 2018 року відбуває дискваліфікацію на 4 роки за порушення антидопінгових правил.

## Спортивні результати на міжнародних змаганнях

### Виступи на Чемпіонатах Європи
| Змагання                         | Збірна  | Вагова категорія | Місце  |
| -------------------------------- | ------- | ---------------- | ------ |
| Чемпіонат Європи з боротьби 2017 | Україна | 48 кг            | Срібло |

### Виступи на Кубках світу
| Змагання                    | Збірна  | Вагова категорія          | Місце |
| --------------------------- | ------- | ------------------------- | ----- |
| Кубок світу з боротьби 2014 | Україна | жіноча боротьба, до 48 кг | 8     |
| Кубок світу з боротьби 2017 | Україна | команда                   | 6     |

### Виступи на інших змаганнях
| Змагання                                     | Збірна  | Вагова категорія          | Місце  |
| -------------------------------------------- | ------- | ------------------------- | ------ |
| Гран-прі «Іван Яригін» 2014                  | Україна | жіноча боротьба, до 48 кг | 13     |
| Турнір Олександра Медведя 2015               | Україна | жіноча боротьба, до 48 кг | 9      |
| Кубок Європейських націй з боротьби 2016     | Україна | команда                   | Бронза |
| Київський Міжнародний турнір з боротьби 2017 | Україна | жіноча боротьба, до 48 кг | Бронза |
| Відкритий чемпіонат Польщі з боротьби 2017   | Україна | жіноча боротьба, до 48 кг | 9      |
| Кубок Алроси 2017                            | Україна | команда                   | 4      |
| Київський Міжнародний турнір з боротьби 2018 | Україна | жіноча боротьба, до 53 кг | 12     |
| Турнір Яшара Догу 2018                       | Україна | жіноча боротьба, до 50 кг | Бронза |
| Відкритий чемпіонат Польщі з боротьби 2018   | Україна | жіноча боротьба, до 50 кг | Срібло |

### Виступи на змаганнях молодших вікових груп
| Змагання                                       | Збірна  | Вагова категорія          | Місце  |
| ---------------------------------------------- | ------- | ------------------------- | ------ |
| Чемпіонат Європи з боротьби серед кадетів 2009 | Україна | жіноча боротьба, до 38 кг | Золото |
| Чемпіонат Європи з боротьби серед кадетів 2010 | Україна | жіноча боротьба, до 40 кг | Золото |
| Чемпіонат Європи з боротьби серед кадетів 2011 | Україна | жіноча боротьба, до 43 кг | Золото |
| Чемпіонат світу з боротьби серед кадетів 2011  | Україна | жіноча боротьба, до 43 кг | Срібло |
| Чемпіонат Європи з боротьби серед юніорів 2012 | Україна | жіноча боротьба, до 44 кг | 10     |
| Чемпіонат світу з боротьби серед юніорів 2012  | Україна | жіноча боротьба, до 44 кг | Срібло |
| Чемпіонат Європи з боротьби серед юніорів 2013 | Україна | жіноча боротьба, до 48 кг | Золото |
| Чемпіонат світу з боротьби серед юніорів 2013  | Україна | жіноча боротьба, до 48 кг | 7      |
| Чемпіонат Європи з боротьби серед молоді 2016  | Україна | жіноча боротьба, до 48 кг | Бронза |
| Чемпіонат Європи з боротьби серед молоді 2017  | Україна | жіноча боротьба, до 48 кг | Срібло |